# Андерсон, Бретт
Бретт Льюис Андерсон (англ. Brett Lewis Anderson) — британский певец и автор песен, более известный как вокалист брит-поп коллектива Suede. После распада группы принимал участие в The Tears, которая в данный момент взяла перерыв. Андерсон выпустил четыре сольных альбома.
Андерсон родился и вырос в Линдфилде, Сассекс, деревне в двух милях (3 км) к северо-востоку от Хейуордс-Хит. Его мать была художницей, а отец — водителем такси, которого Андерсон назвал «одержимым поклонником классической музыки».
В настоящее время Андерсон снова начал давать концерты с группой Suede, вернувшейся на сцену в 2010-м.

## Сольная карьера

### Студийные альбомы
- Brett Anderson (26 марта 2007) — (UK #54)
- Wilderness (1 сентября 2008) — (UK #161, UK Indie Chart #16)
- Slow Attack (2 ноября 2009) — (UK #174)
- Black Rainbows (26 сентября 2011)[3]

### Концертные альбомы
- Live in London (9 May 2007) (Ограниченное издание в 1500 экземпляров)
- Live at Union Chapel (19 July 2007) (Ограниченное издание в 1500 экземпляров)
- Live at Queen Elizabeth Hall (20 октября 2007) (Ограниченное издание в 1500 экземпляров)

### Синглы и EP
- «Love Is Dead» (19 марта 2007) — (UK #42)
- «Back to You» (EP) (9 July 2007) (Non-chart eligible)
- «A Different Place» (21 July 2008) (в цифровом формате)
- «The Hunted» (2009)  (в цифровом формате)

## Интересные факты
- Бретт Андерсон является болельщиком футбольного клуба «Ипсвич Таун»[4].[значимость факта?]